# Palazzo Bellevue
Il Palazzo Bellevue, o Castello di Bellevue; in tedesco Schloss Bellevue) venne costruito nel XVIII secolo per il principe Augusto Federico di Prussia, fratello minore del re Federico II il Grande, divenendo poi la residenza ufficiale Presidente federale della Germania. L'edificio si trova nella capital tedesca, a Berlino, nel quartiere Tiergarten, nonché nel parco omonimo. Il nome deriva dal panorama che si gode sulla Sprea.

## Storia

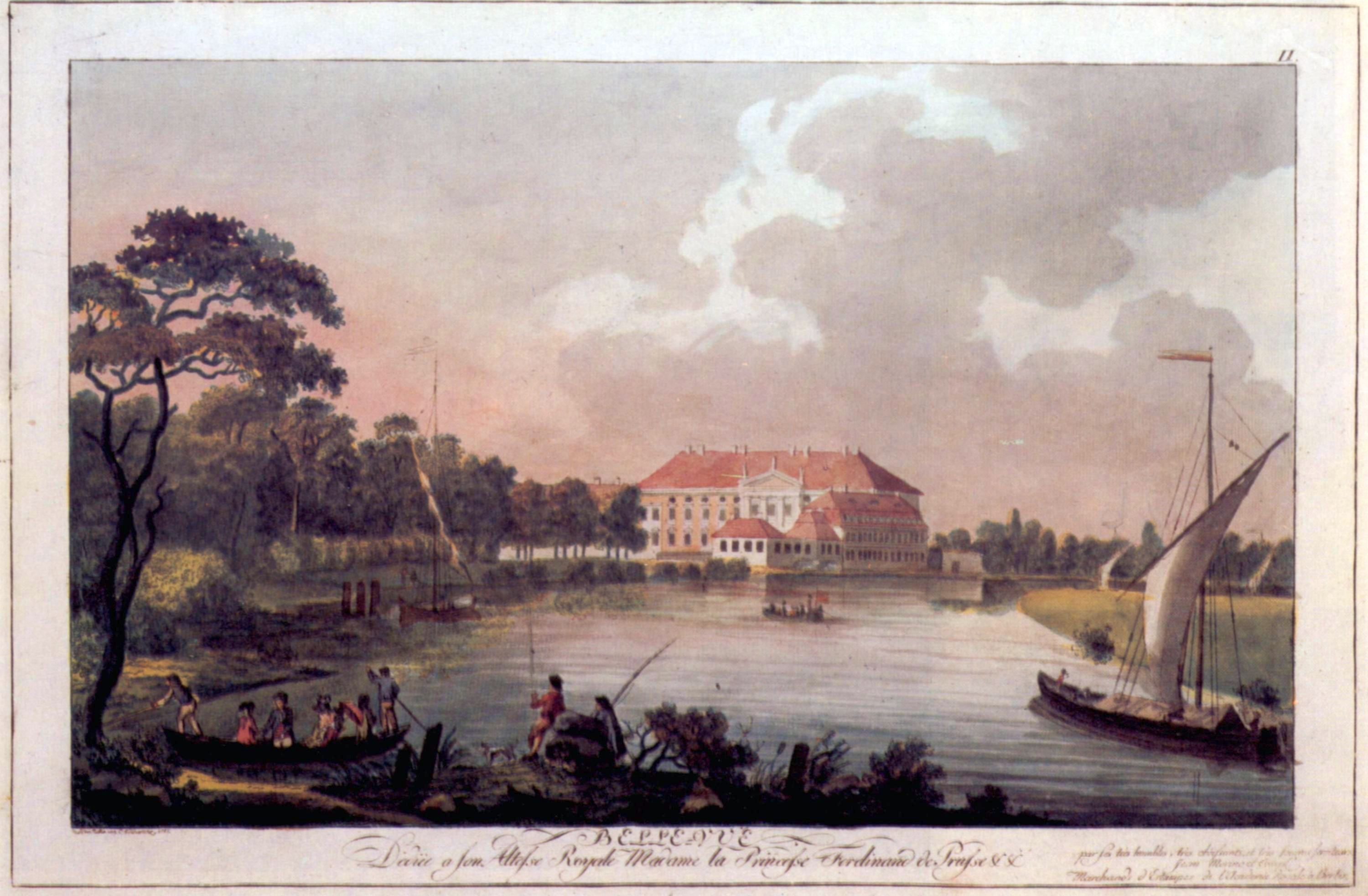
Veduta di Bellevue del 1797.

Il palazzo venne costruito per volere del principe Ferdinando di Prussia, fratello minore di re Federico il Grande; il progetto venne affidato Michael Philipp Boumann, che optò per uno stile per lo più neoclassico. L'espresso desiderio del committente di preservare l'edificio più antico, che esisteva dal 1764, determinò la direzione e la posizione del palazzo all'interno del Tiergarten. Boumann si ispirò al Castello di Wörlitz, costruito tra il 1769 e il 1773 da Friedrich Wilhelm von Erdmannsdorff nel nuovo stile neoclassico basato su modelli inglese, ed inoltre dovette incorporare un edificio esistente, una fabbrica di pelletteria convertita in un edificio residenziale sulle rive della Sprea, nel nuovo edificio come ala destra. La tenuta reale è considerata il primo edificio neoclassico in Prussia; il palazzo fu costruito come un complesso a tre ali, costituito dall'edificio principale a due piani e mezzo e da un mezzanino inserito e dalle due ali laterali a due piani (ala sinistra delle "Signore", ala destra della "Sprea") nello stile classicista iniziale. 

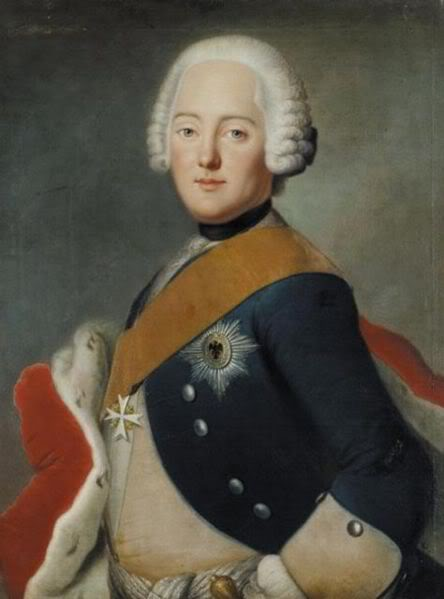
Augusto Ferdinando di Prussia.

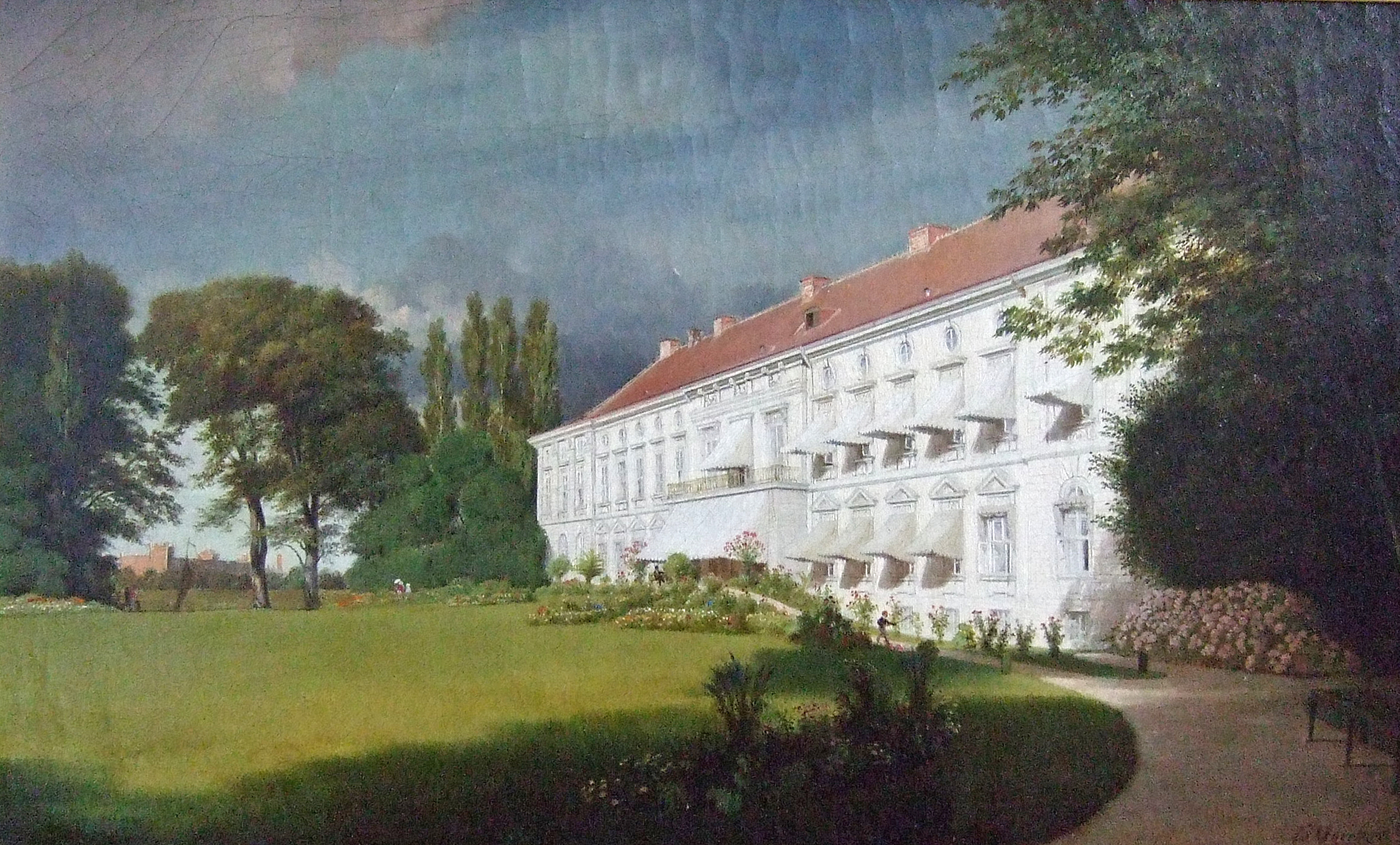
Veduta del Palazzo Bellevue nel 1847.

Il principe Ferdinando di Prussia lo utilizzò come residenza estiva e tenuta di campagna fino alla sua morte nel 1813. Doveva essere adibito a palazzo residenziale; le rivendicazioni rappresentative non erano l'obiettivo principale. Il parco circostante era uno dei più bei giardini paesaggistici prussiani. Tra gli ospiti del principe Ferdinando c'erano Napoleone, i fratelli Humboldt e Friedrich Schiller. In seguito vi abitò anche suo figlio, il principe Augusto di Prussia, capo e riformatore dell'artiglieria prussiana. Per eredità passò al re Federico Guglielmo IV nel 1843, che nel 1844 fece istituire in un'ala del piano terra il primo museo d'arte contemporanea in Prussia: questa Galleria Patriottica fu il predecessore della Galleria Nazionale. Il castello venne nuovamente utilizzato dalla corte fino al 1918, in parte come residenza per i membri della famiglia reale, in parte come casa per gli ospiti; l'imperatore Guglielmo II di Germania fece impartire lezioni private qui ai suoi sette figli. La manutenzione della corte era un affare costoso e che richiedeva molta manodopera, come dimostra uno sguardo alla corte del Bellevue Palace nel 1870. Durante la Prima guerra mondiale, dal 1916 in poi, il castello servì come luogo di incontro per il Comando Supremo dell'Esercito, il governo e le Potenze Centrali alleate della Germania, ovvero Austria-Ungheria, Impero Ottomano, Bulgaria). Il generale Erich Ludendorff fu congedato qui, contro la sua volontà, il 26 ottobre 1918 dall'allora capo di stato e ultimo Kaiser Guglielmo II Hohenzollern, senza dichiarare la sua disponibilità ad accettare un altro incarico come è consuetudine per i soldati. L'evento al Palazzo Bellevue, 14 giorni prima della caduta del Kaiser, segna, secondo lo storico Manfred Nebelin, il recupero del primato della politica su quello militare, perduto dopo la caduta del cancelliere Theobald von Bethmann-Hollweg. Nel 1928, il Castello passò dalla Casa degli Hohenzollern allo Stato libero di Prussia. Dal 1929 in poi servì come edificio per uffici, cucina pubblica e sala espositiva. Le ali laterali contenevano appartamenti in affitto e, fino al 1935, vi era ospitato il Museo statale del folklore tedesco. Nel 1938 il Reich lo acquisì e dopo la ricostruzione dello stesso anno, il palazzo servì solo una volta come residenza per gli ospiti della Germania, durante il governo di Hitler, fino allo scoppio della Seconda guerra mondiale. Nel 1939, il ministro del Reich e capo della cancelleria presidenziale, Otto Meissner, si trasferì nel palazzo come sua nuova residenza, dopo aver dovuto cedere i suoi precedenti locali nel Palazzo del Presidente del Reich al ministro degli esteri Joachim von Ribbentrop. 

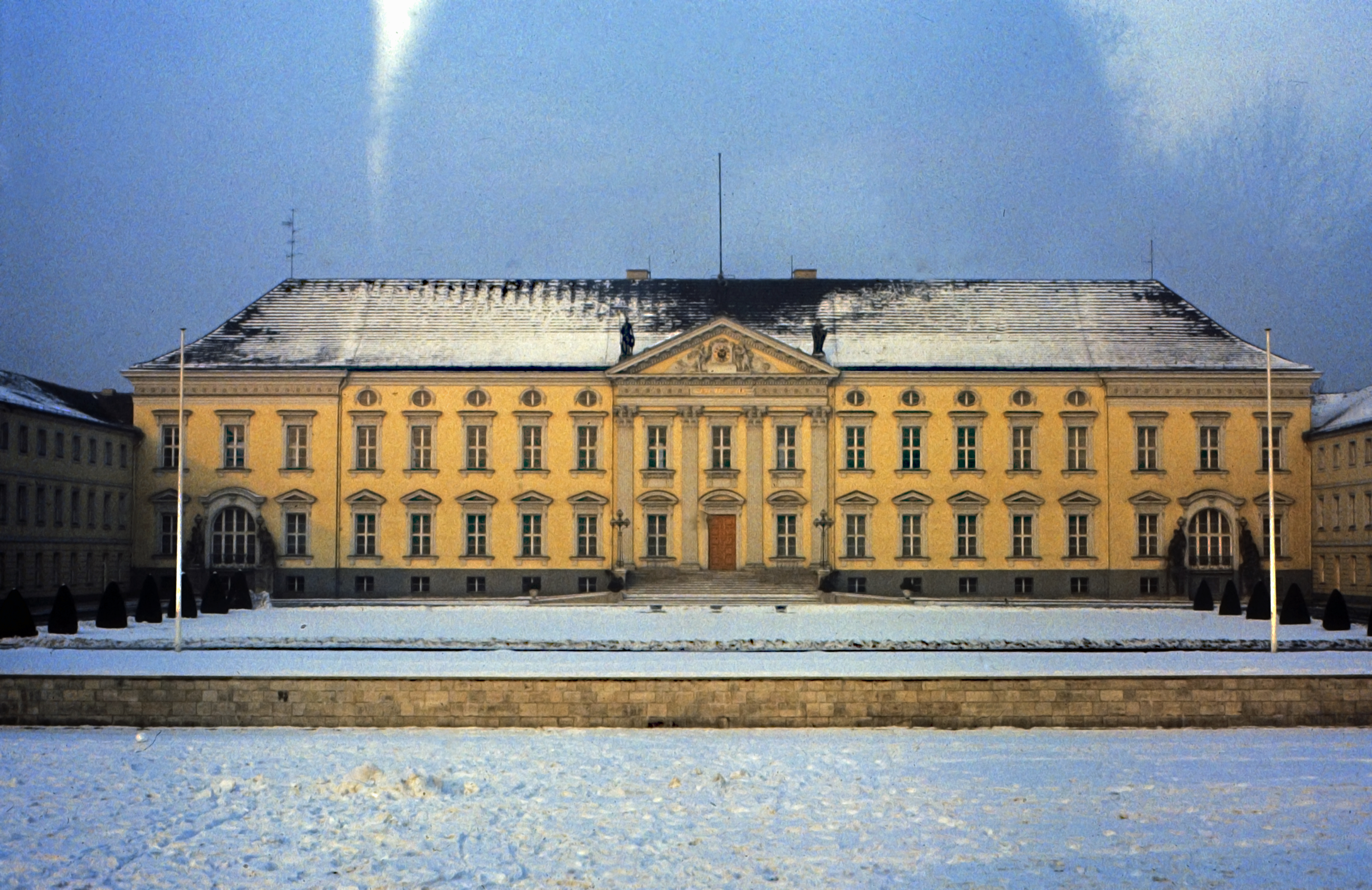
Il Castello di Bellevue nel 1979.

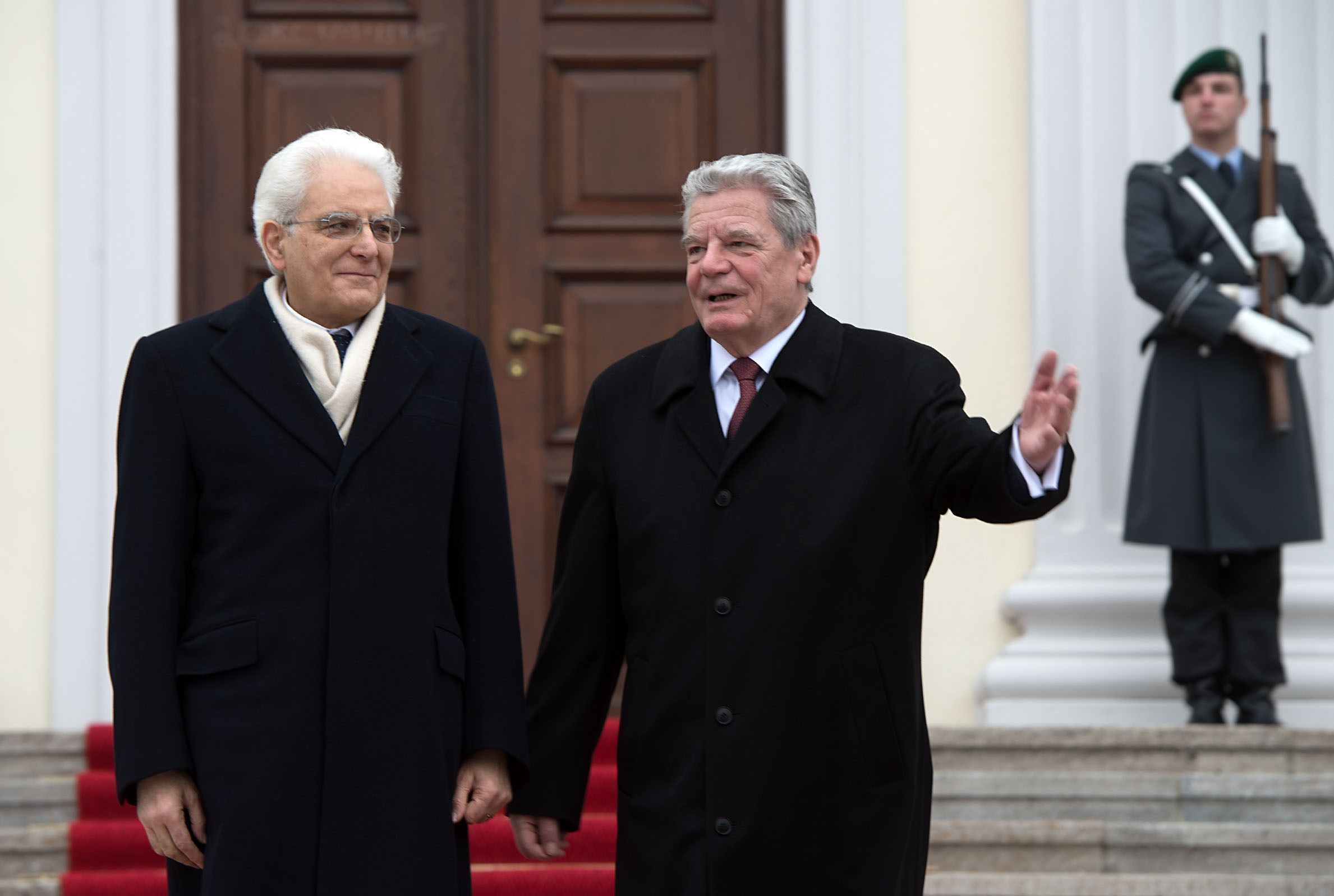
Sergio Mattarella accolto al Castello di Bellevue, nel 2015.

Con la fondazione della Repubblica Federale Tedesca nel 1949, il castello divenne proprietà federale; dal 1957, oltre a Villa Hammerschmidt a Bonn, servì come seconda residenza ufficiale berlinese del Presidente federale, che tuttavia la utilizzò solo occasionalmente, ad esempio per concerti. Il 18 giugno 1959, Theodor Heuss prese ufficialmente in carico gli edifici. Nel 1991 la polizia di Berlino cedette la sorveglianza del castello all'allora Guardia di frontiera federale (oggi Polizia federale). Nel 1994, Richard von Weizsäcker trasferì qui la sua prima residenza ufficiale. Dal 1996 al 1998, nelle immediate vicinanze, è stato costruito l'ufficio del presidente federale secondo i progetti degli architetti Gruber e Kleine-Kraneburg. Roman Herzog fu l'unico presidente federale ad aver vissuto anche nel palazzo (1994–1999). Con il cambio di ufficio a Johannes Rau, l'appartamento fu convertito in uffici amministrativi. Dal 1999 il capo dello Stato risiede nella Villa Wurmbach a Berlino-Dahlem. Durante i lavori di ristrutturazione (2004 e 2005), il Presidente federale trasferì il suo ufficio nel vicino Ufficio presidenziale federale. Nel frattempo, il Castello di Charlottenburg è stato utilizzato per scopi rappresentativi, ad esempio per la nomina Cancelliere federale di Germania di Angela Merkel, il 22 novembre 2005. All'inizio di gennaio 2006, Bellevue è stata restituita al Presidente federale come residenza ufficiale.

Veduta dell'esterno del Castello di Bellevue.

## Descrizione

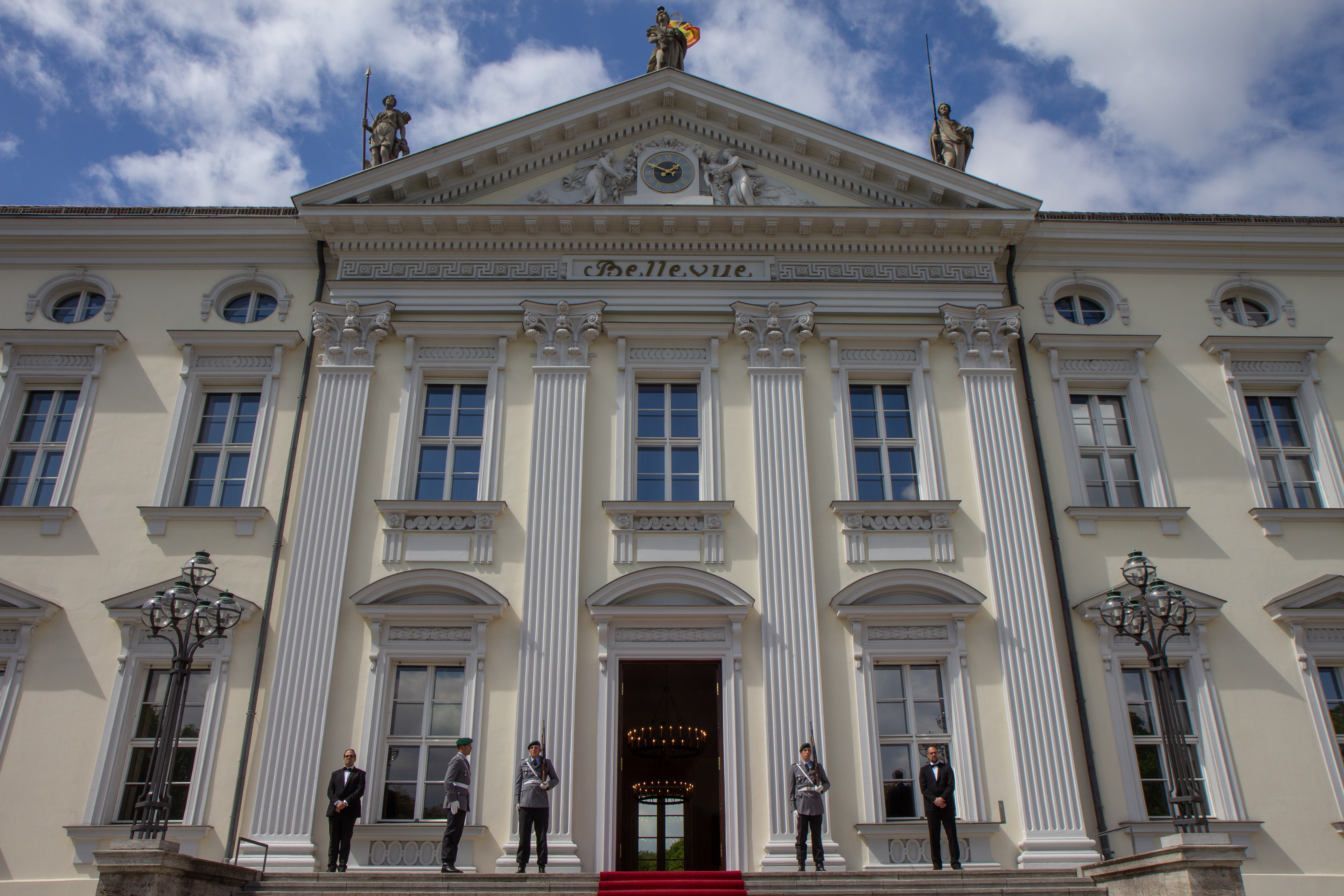
Portale e facciata del Bellevue, con la guardia d'onore della Bundeswehr.

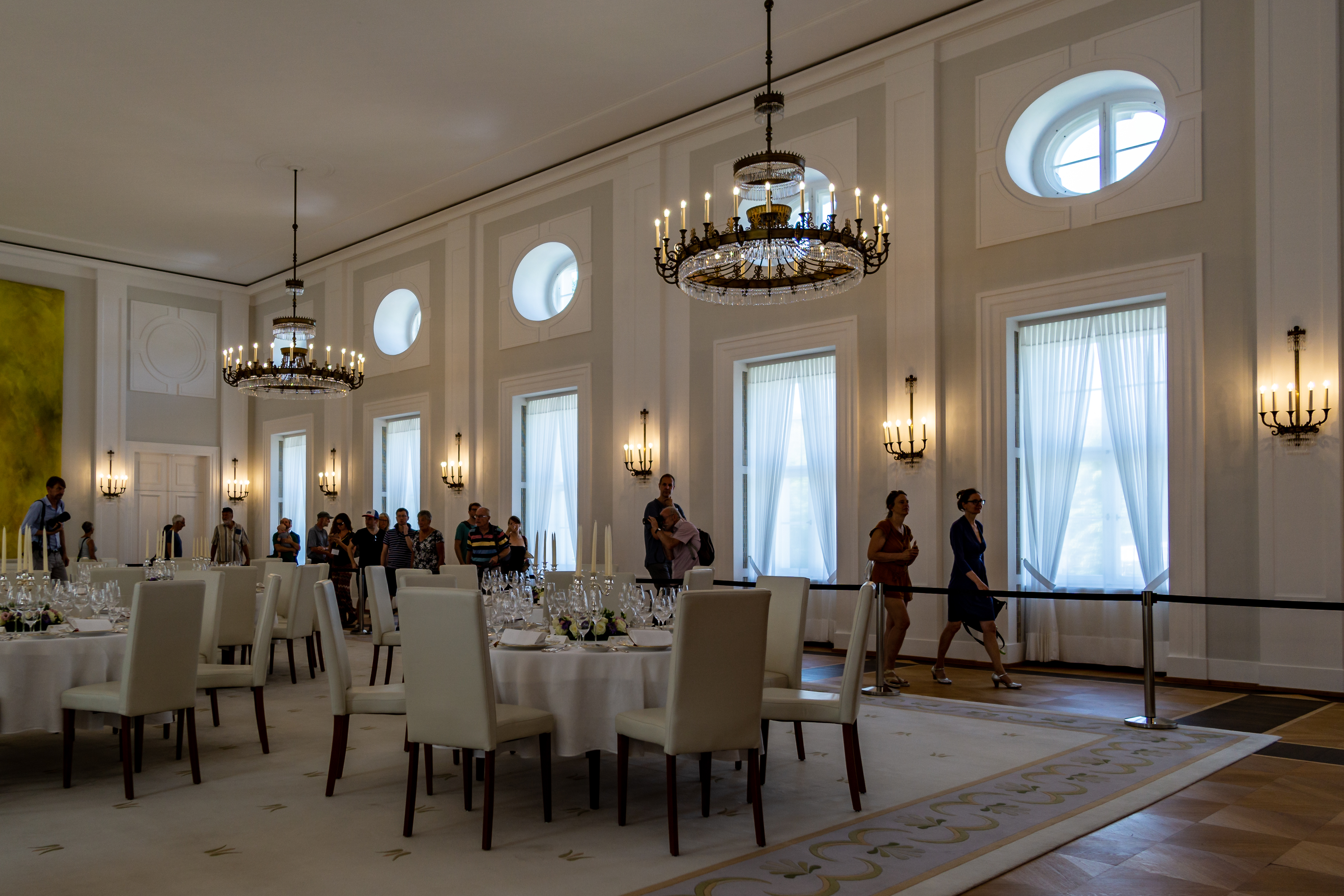
Sala adibita a cene di Stato.

Il totale di 19 assi delle finestre dell'ala centrale sono divisi da una proiezione centrale a tre assi con un timpano triangolare sormontato da una figura, che poggia su quattro pilastri in stile corinzio, anche se originariamente non conteneva alcun ingresso. A quel tempo, l'accesso alla residenza era consentito solo attraverso gli archi delle torri laterali. Le ali laterali basse, a tre piani, che incorniciano il cortile d'onore sono mantenute molto semplici, inoltre di fronte all'ala della Sprea si trova una guardiola. I vecchi tetti mansardati furono sostituiti da tetti piani a padiglione tra il 1938 ed il 1939. Sopra la trabeazione dell'asticella centrale si legge in lettere dorate la scritta “Bellevue”. Il campo del frontone inizialmente vuoto fu dotato di un orologio e di figure in rilievo incorniciate realizzate in arenaria da Christian Eckstein e Johann Gottlob Heymüller nel 1790. Le personificazioni dell'agricoltura, della caccia e dell'itticoltura ricordano l'antico ambiente rurale del castello. Il palazzo deve il suo nome Bellevue alla splendida vista verso ovest dall'ala residenziale Corps de logis, circondata da serre, saloni da giardino e una latteria, ben oltre il parco e la Sprea tortuosa fino alla cupola del Castello di Charlottenburg. Il parco del palazzo, uno dei giardini paesaggistici più antichi della Prussia, fu progettato sotto la direzione del giardiniere di corte Weil ed è caratterizzato da un sistema di linee visive a forma di ventaglio che si è conservato fino ad oggi. Dagli anni 1880, dopo 400 metri, incontra il viadotto della Stadtbahn di Berlino. Il design sobrio ed elegante continua nella parte posteriore, rivolta verso il giardino. Nell'asse centrale, un balcone è formato da quattro pilastri bugnati, mentre una striscia di bugnato evidenzia le sporgenze laterali.

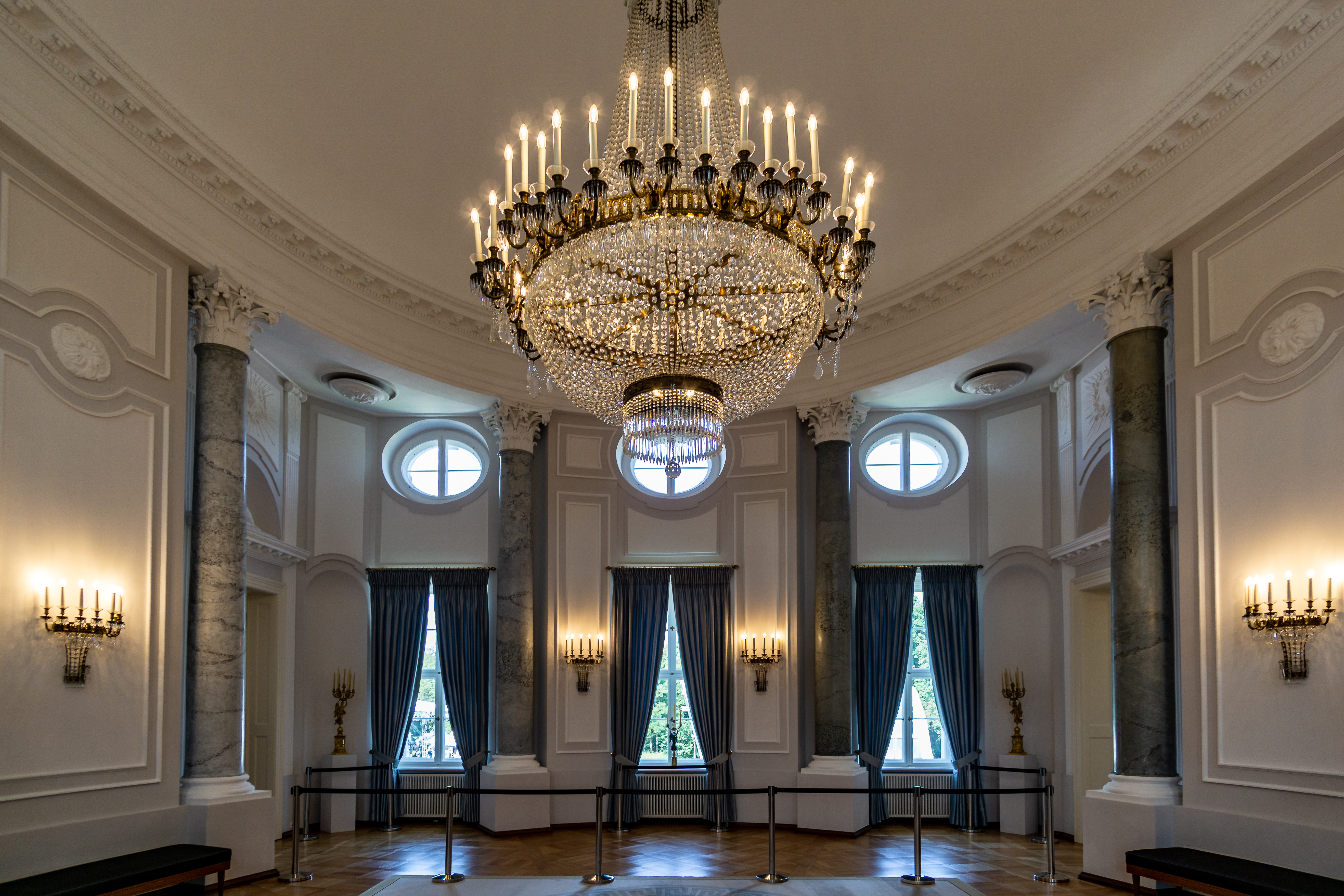
La "Stanza Langhans" del Palazzo.

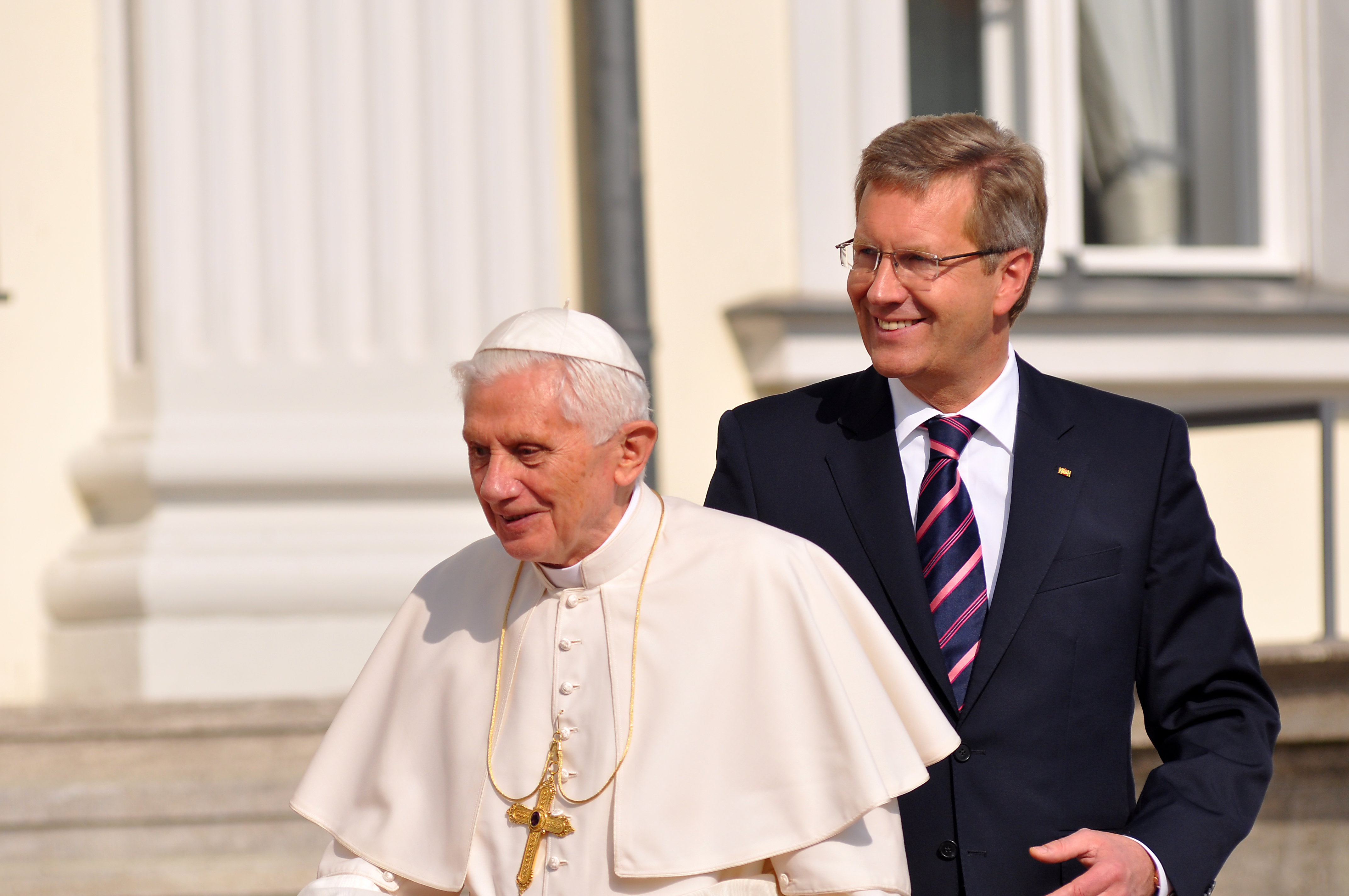
Papa Benedetto XVI al Bellevue.

L'interno del castello è stato più volte rimaneggiato. Solo tre anni dopo il suo completamento, Carl Gotthard Langhans costruì una delle sue famose sale ovali. Otto colonne corinzie sostenevano una volta poco profonda. I camini erano formati sui lati lunghi, incorniciati da atlanti su pilastri erma, mentre le porte d'ingresso si aprivano nei pennacchi ritagliati dall'ovale. Le sovrapporte a forma di nicchie rotonde con sfingi, i pilastri e le colonne, nonché le superfici murali in una combinazione di colori finemente coordinata, conferivano alla sala un tocco nobile. Oggi, questa è l'unica stanza del castello che è stata ampiamente conservata nella sua forma originale. Nel 1938, Paul Otto August Baumgarten lo trasformò in una casa per gli ospiti del governo del Reich. I due ingressi, oggi riconoscibili come finestre ad arco delle sporgenze laterali, vennero murati e venne creato l'attuale ingresso centrale con la sua scala aperta. All'ala sinistra venne aggiunta un'estensione a forma di L, la cosiddetta "Ala dei Ministri". Il caseificio di Knobelsdorff dovette lasciare il posto a moderni edifici agricoli. L'edificio sostitutivo eretto nel parco fu abitato dall'attore, regista e direttore generale del Konzerthaus Berlin, Gustaf Gründgens, fino a quando non fu distrutto durante la guerra. Colpito e bruciato dalle bombe incendiarie durante un raid aereo britannico nell'aprile del 1941, il palazzo fu inizialmente messo in sicurezza in modo improvvisato dopo la fine della Seconda guerra mondiale e fu ricostruito dal 1954 al 1959 dall'architetto Carl-Heinz Schwennicke, sotto la direzione di Hinnerk Scheper come residenza ufficiale berlinese del Presidente federale della Germania, ad eccezione dell'ala ministeriale. Dal punto di vista della Germania occidentale, secondo l'articolo 23 della Legge fondamentale della Repubblica Federale di Germania, una sede ufficiale a Berlino era compatibile con lo status quadripartito della città. L'unica cosa che rimane dell'epoca della sua costruzione è la sala da ballo al piano superiore del palazzo, progettata dall'architetto Carl Gotthard Langhans nel 1791. Era decorata in uno stile anni 1950, che fu poi deriso come un "incrocio tra un sanatorio per star del cinema e una gelateria".

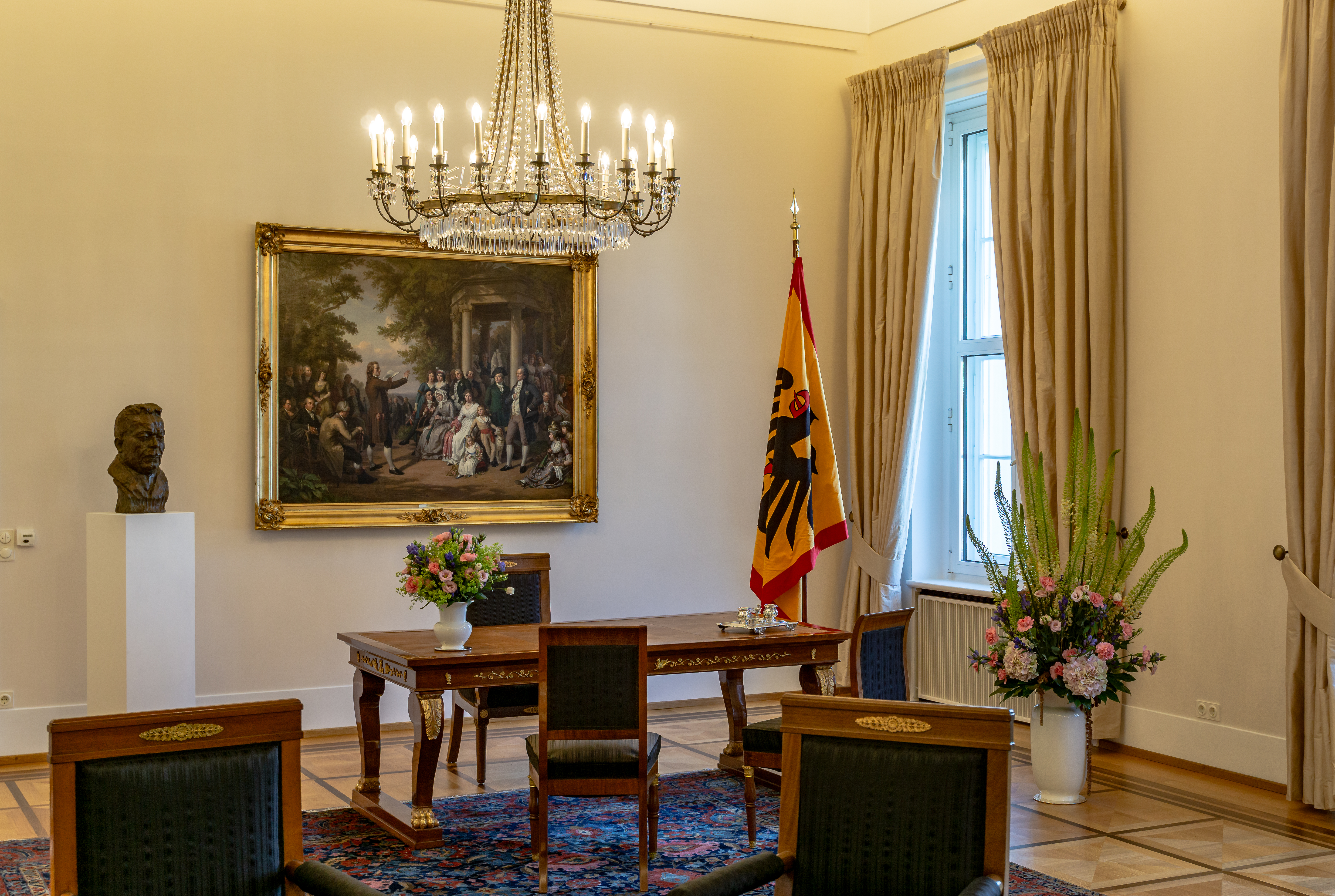
Ufficio del Presidente Federale al piano terra del palazzo presidenziale.

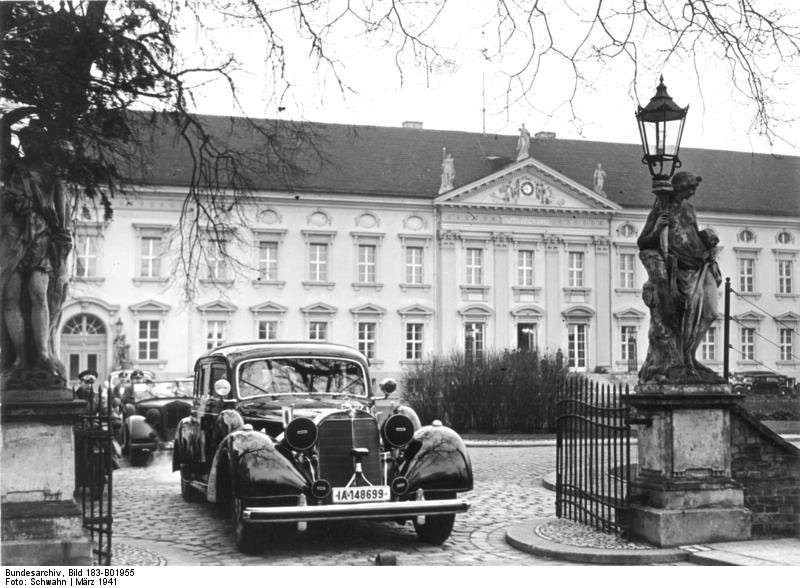
Il Castello di Bellevue nel 1955.

Stendardo del Presidente federale della repubblica di Germania.

Tra il 1986 ed il 1987 il presidente federale Richard von Weizsäcker incaricò l'architetto Otto Meitinger di eseguire una radicale ristrutturazione interna del castello, per adattare gli ambienti al carattere dell'esterno storico; anche la sequenza degli ambienti fu ripristinata secondo i progetti precedenti alla distruzione. Weizsäcker fece arredare il palazzo con una parte della preziosa collezione di mobili in stile Impero provenienti dal Castello di Wilhelmshöhe di Kassel come prestito permanente. I mobili in stile Impero si inseriscono nel contesto stilistico del primo classicismo, il cui rappresentante tedesco più importante fu Langhans, autore anche della Porta di Brandeburgo. Furono realizzati per il re Girolamo Bonaparte, fratello di Napoleone, che risiedette a Kassel dal 1807 al 1813, simboleggiando così un pezzo di storia franco-tedesca. Conferiscono nuovamente un tocco rappresentativo ai locali in cui vengono regolarmente ricevuti ospiti di Stato da tutto il mondo. Per combinare i mobili e i dipinti storici con l'arte contemporanea, Weizsäcker ha avviato lo scambio di dipinti con i musei tedeschi per presentare agli ospiti l'arte tedesca classica e moderna in continua evoluzione. Tuttavia, due stanze sono state conservate con i loro arredi modernisti del dopoguerra. Dalla metà degli anni 1990s in poi, problemi tecnici come interruzioni di corrente o di acqua, un ascensore bloccato o un cattivo condizionamento dell'aria in estate divennero più frequenti, tanto che il presidente federale Roman Herzog descrisse il palazzo come un "macello". Per questo motivo tra il 2004 ed il 2005 è stato effettuato un rinnovamento e un rinnovamento radicale delle dotazioni tecniche. Anche dopo la recente ristrutturazione, i saloni di rappresentanza conservano lo stile degli anni 1980s, nei quali si è cercato di recuperare attentamente le vecchie forme decorative, utilizzando anche nuovi materiali. Per motivi di conservazione storica, verranno conservati due saloni con gli interni rivestiti di pannelli scuri degli anni 1950s. Gli ex alloggi nell'ala sinistra sono stati convertiti in un'ala per gli uffici del Presidente. Dal 2004 la Villa Wurmbach a Berlino-Dahlem è la residenza del Presidente federale. Oggi nel Palazzo Bellevue si trovano 15 stanze rappresentative, in particolare piano terra: studio privato, ufficio, Salone Ehrenhof, salone del giardino, salone delle signore, guardaroba, galleria. Mentre Piano superiore: Salone I, Salone II, sala della musica, Sala Langhans, Salone Ferdinand, Salone Luise, Sala Schinkel, Sala Grande). Il Bellevue non è utilizzato solo per occasioni rappresentative come visite di stato e ricevimenti di Capodanno, ma è anche aperto ai cittadini per eventi come giornate porte aperte e onorificenze per il lavoro volontario.

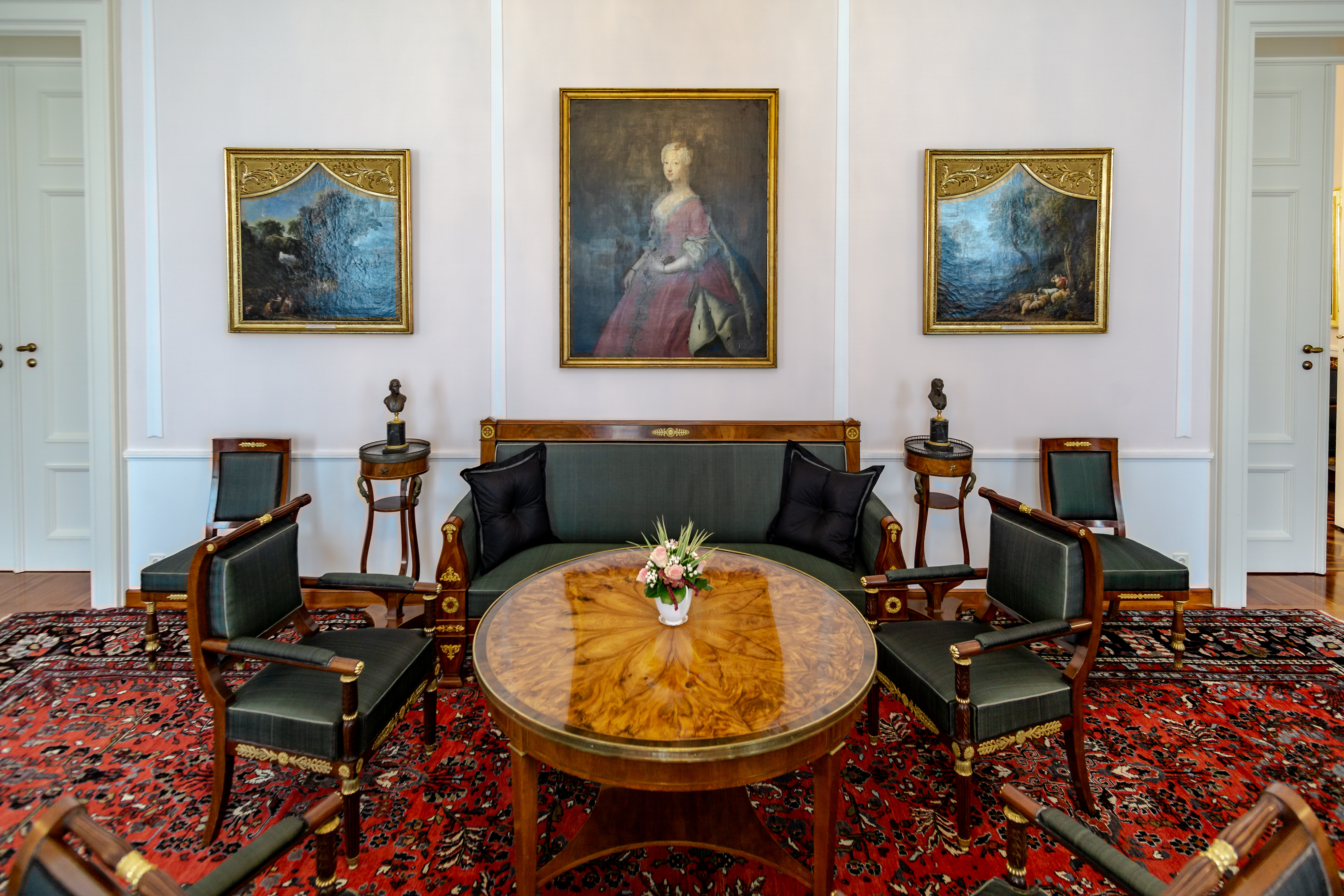
Stanza dedicata a Luisa di Brandeburgo-Schwedt.